# Ório (Eubée)
Ório, en grec moderne : Όριο, est un village du dème de Kými-Alivéri, sur l'île d'Eubée, en Grèce.
Selon le recensement de 2011, la population d'Ório compte 388 habitants.